# Gyllene trubbnäsapa
Gyllene trubbnäsapa (Rhinopithecus roxellana) är en art bland däggdjuren som först beskrevs av Henri Milne-Edwards 1870. Den gyllene trubbnäsapan ingår i släktet Rhinopithecus (trubbnäsapor), och familjen markattartade apor.
Inga underarter finns listade i Catalogue of Life. Wilson & Reeder (2005) och IUCN skiljer mellan tre underarter.

## Utseende
Pälsens färg varierar mellan olika individer. Huvudet har oftast gyllene päls och även extremiteterna, bröstet och ryggen kan vara gyllene. Annars är dessa kroppsdelar täckt av gråbrun till ljusgrå päls. Buken är allmänt ljusgrå till vitaktig och hannar är vanligen mer gyllene än honor. Det nästan nakna ansiktet har en vit färg. Individerna når en kroppslängd (huvud och bål) av 57 till 76 cm och en svanslängd av 51 till 72 cm. Honor är med 6,5 till 10 kg tydlig lättare än hannar som blir 15 till 39 kg tunga.

## Utbredning och habitat
Arten är endemisk i tempererade skogbeklädda berg i centrala och sydvästra Kina. Skogsdistriktet Shennongjia i Hubei-provinsen är särskilt känt för sitt bestånd av arten.
I bergstrakterna vistas arten vanligen mellan 1400 och 2800 meter över havet men arten finns även i lägre regioner. I området kan det finnas ett snötäcke som ligger sex månader.

## Ekologi
Under vintern bildas flockar som har 20 till 30 medlemmar. Dessa flockar består av några familjer med en hanne, cirka fyra vuxna honor och deras ungar. På sommaren sammansluter sig flera flockar till stora grupper med 200 eller ibland upp till 600 individer. De klättrar i växtligheten och kommer ibland ner till marken. Födan utgörs främst av blad och tallbarr som kompletteras med frukter, lav, unga växtskott, insekter och andra ryggradslösa djur.
Honor kan para sig hela året men de flesta ungar föds mellan mars och maj. Dräktigheten varar cirka 6 månader och sedan föds vanligen en unge eller sällan tvillingar. Ibland hjälper fadern eller andra flockmedlemmar vid ungens uppfostran. Honor blir ungefär efter 5 år könsmogna och hannar 2 år senare.

## Hot och status
Gyllen trubbnäsapa hotas av skogsavverkningar för etablering av jordbruksmark eller andra urbaniseringar. Arten jagas av tjuvskyttar, trots förbud . IUCN uppskattar att beståndet minskade med 50 procent under de gångna 40 åren (tre generationer) och listar gyllene trubbnäsapa som starkt hotad (EN).

## Källor

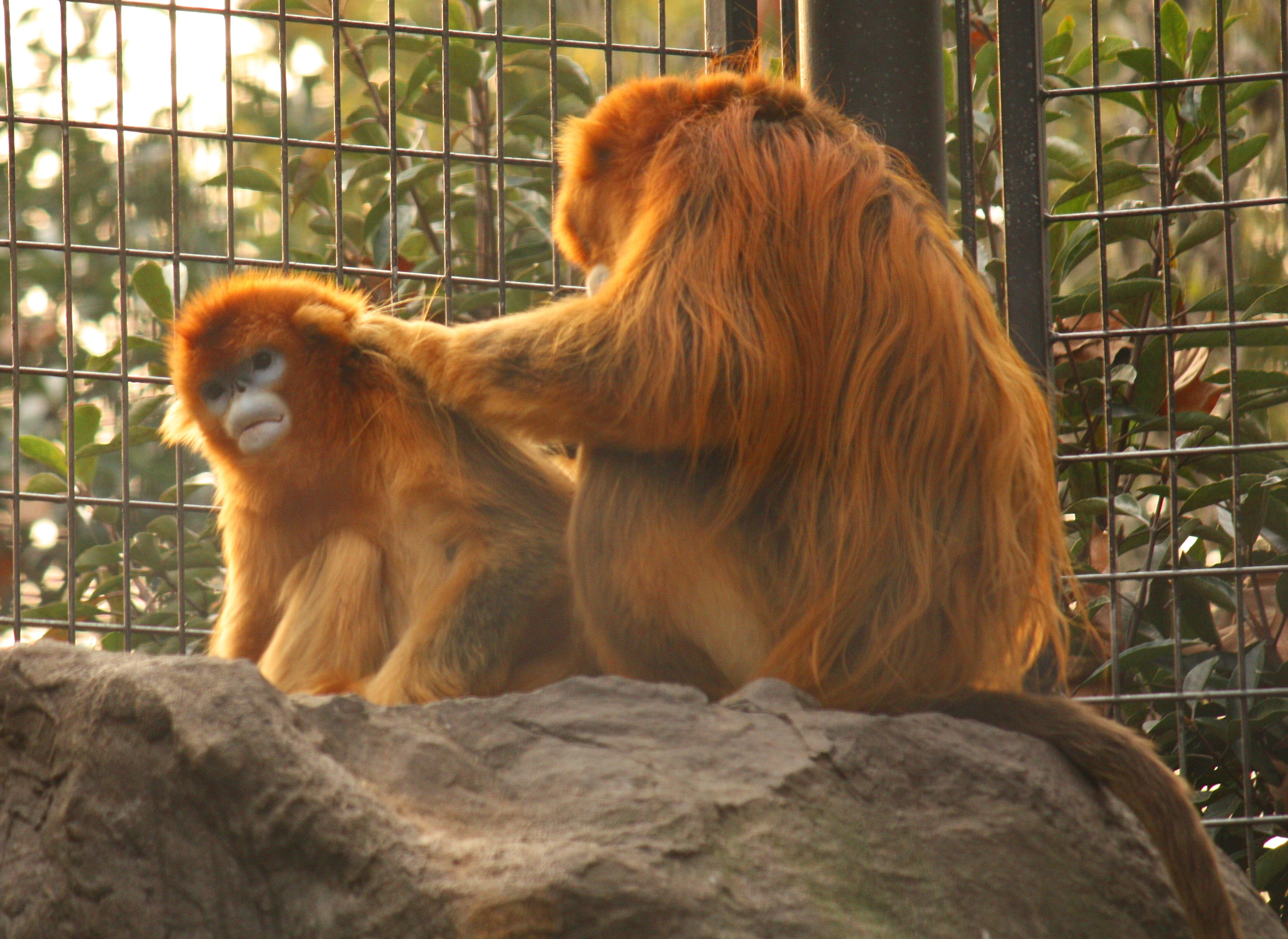